# Félix González-Torres
Pour les articles homonymes, voir Félix González (homonymie), González et Torres.
Felix González-Torres, né le 26 novembre 1957 à Guáimaro, à Cuba et mort le 9 janvier 1996 à Miami, est un artiste américain d'origine cubaine, influencé par le minimalisme et l'art conceptuel. 
Il a grandi à Porto Rico avant de s'installer à New York en 1979 où il s’impose sur la scène artistique américaine à partir de 1990. Il fut par ailleurs présenté par la Andrea Rosen Gallery à New York, Jennifer Flay à Paris, jusqu'à sa mort des suites du SIDA en 1996.

## Démarche artistique
Pendant ses études à New York il étudie la photographie à l'Institut Pratt et l’art au Whitney Museum of American Art. Il découvre un ouvrage majeur, L’œuvre d’art à l’époque de sa reproductibilité technique de Walter Benjamin, qui influencera son travail et sa démarche artistique « j’ai toujours été très intéressé par les écrits de Walter Benjamin, surtout vers 1981-83 à la sortie des cours libres du Whitney Museum quand je l’ai lu pour la première fois. J’étais très influencé par ses écrits, par leur pertinence dans notre culture aujourd’hui et je voulais faire un travail qui prenne en considération certaines de ses idées.» En effet le travail de Gonzalez-Torres témoigne d'une économie de moyens dans le processus qui s'observe par l'utilisation récurrente d'objets ou procédés industriels et reproductibles. C'est en cela d'ailleurs qu'il s'inscrit dans la lignée des minimalistes.    
Cependant dans ses œuvres, Felix Gonzalez-Torres combine subtilement expérience personnelle, réflexion sur l'histoire de l'art et prises de position politiques. Ainsi il remet en question les théories de l’art minimal qui nient véhiculer des symboles ou des métaphores par leurs travaux, et lui préfère la neutralité. La différence réside dans le caractère autobiographique de ses œuvres. Il n'est pas rare qu'il y rende compte des différentes facettes de sa situation d'artiste homosexuel d'origine cubaine. Lorsque Gonzalez-Torres évoque la conception de son processus créatif, et les niveaux de signification de son œuvre, il cite souvent «la mémoire du sang» concept emprunté au poète Rainer Maria Rilke. Pour lui, l’expression artistique doit refléter la complexité d’un vécu et doit se faire la somme, la synthèse d’une quantité certaine d’évènements (qu’ils soient significatifs ou triviaux). Ceux-ci sont alors digérés ou parfois même oubliés en apparence, mais s’intègrent, marquent la mémoire et donc le corps de l’artiste (le sang) inexorablement, avant de ressurgir sous une forme nouvelle, sans perte de sens. 
À la fin du XXe siècle, dans les années 1980, la notion de beauté est en crise « Vue de plus en plus comme une valeur futile liée au passé (…), elle a semblé incarner depuis le début des années 1980 l’élitisme de la société occidentale.» Déjà dans les années 1960 l'art conceptuel amorce une nouvelle approche, privilégiant le concept et l'idée au profit de l'esthétique de l’œuvre d'art. « Dans un climat de suspicion généralisée, la beauté a donc lentement fait retrait, laissant place à la fin des années 1980 et au début des années 1990 à de multiples approches, puis à une sorte d’art « politique » qui accorde plus de prix au propos qu’à l’esthétique.» Dans cette période de rupture où la démarche artistique semble trouver une autre orientation, Gonzalez-Torres fait partie d’une nouvelle génération d’artistes « (…) affirmant son engagement en faveur d’un contenu sans sacrifier pour autant l’esthétique (…) évoquant des thèmes aussi forts que la perte, la mort, le sida, la politique et le système de santé.»

## L'œuvre
« C’est une œuvre courte (1986/1995), ramassée en une douzaine de gestes : les montages et les c-prints à partir de 1986, les photostats, les puzzles et les horloges à partir de 1987, les piles de posters et les Travaux de sang à partir de 1988, les rideaux, les affiches et les portraits à partir de 1989, les tas de bonbons à partir de 1990, les miroirs, les guirlandes d’ampoules et les rideaux de perles à partir de 1991. Une première remarque s’impose : tous ces travaux, à part les montages et les Travaux de sang, sont des reproductions.»

### Puzzles

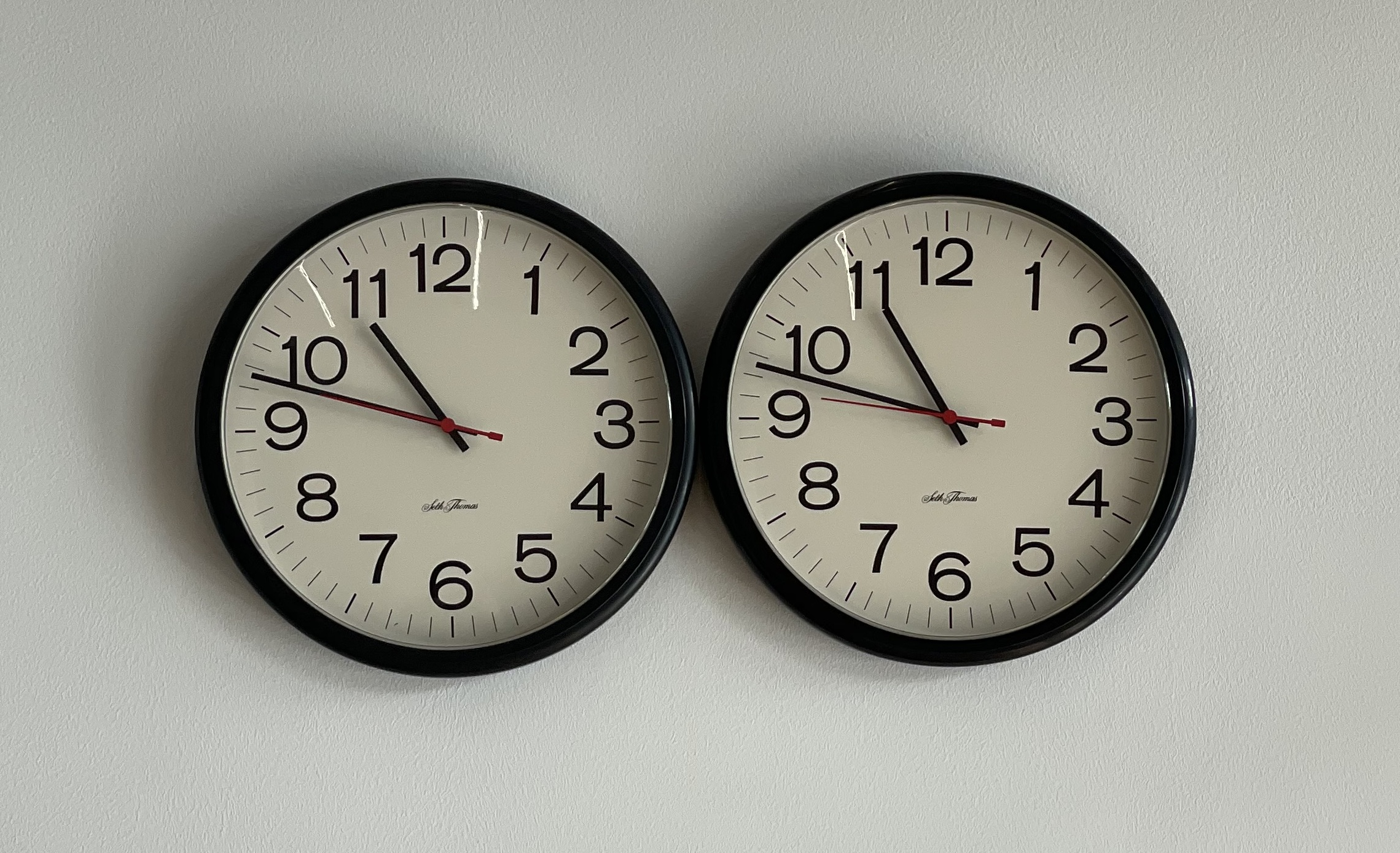
« Untitled » (Perfect Lovers) pat Felix Gonzalez-Torres.

Il produit entre 1987 et 1992 64 photographies montées sur puzzles et exposées dans leur emballage plastique. « À l’opposé de la photographie protégée par son cadre, le puzzle désigne donc l’image comme un objet proche, intime, ludique et fragile que l’on doit essayer de maintenir dans son intégralité si l’on veut en jouir ou en jouer. » Dans ce travail, l’artiste effleure son passé : une enfance à Cuba avant la révolution, la séparation d’avec ses parents à l’âge de neuf ans où il fut confié à l’Église en Espagne, son adolescence à Porto Rico, l’exploration de son identité sexuelle, les difficultés qu’elle posa, les amours qu’il vécut... Ses souvenirs filtrent son passé à travers les sous-titres chuchotés de ses œuvres : Perfect Lovers, March 5th, Revenge... Ils se matérialisent dans les photos de son enfance qu’il transforme en puzzles. Menaçant de se disperser, ces puzzles signifient une fragilité ; le souvenir devient la reconnaissance de l’absence ou de la perte. Mais ce procédé lui permet aussi de s’inscrire dans la lignée des artistes minimalistes et conceptuels dans une économie de moyen, par l’emploi d’objets industriels, et de fait, reproductible. Il utilise notamment des photos tirées des Mass Medias pour révéler, non sans ironie, l’hypocrisie sous-jacente à notre culture. Untitled (Klaus Barbie as a family man) présente par exemple le portrait apparemment anodin d’une famille. Mais l’homme au centre, entouré de ses enfants, est en réalité le criminel de guerre nazi Klaus Barbie, ayant fui son jugement et dont on retrouva la trace en Bolivie au début des années 1970. Ce genre de sanctions sociales imprègne toute l’œuvre de González-Torres.

### Photostats
Parallèlement aux puzzles, il commence en 1987 les photostats. C'est un système de reprographie, utilisé pour la reproduction de documents. Dans le travail de Gonzalez-Torres les photostats prennent la forme d'« Écrans noirs, encadrés, sous verre, avec un texte imprimé en réserve évoquant le sous-titrage, les photostats de Gonzalez-Torres sont des précipités de télévision.» Certaines de ses pièces, juxtaposant un nom et une date, font référence à des événements ayant entraîné des violences à grande échelle : Napalm 1972, Pol Pot 1988, « (…) la solution formelle adoptée pour dénoncer des injustices fut (…) basée sur l’utilisation de la spécificité de la dénotation.»  

### Panneaux publicitaires
À partir de 1989 Felix Gonzalez Torres développe une réflexion sur l’art public et le monument. Dans son travail avec les panneaux publicitaires il investit l’espace public, comme lieu de partage de sa vie privée et de ses idéaux. « Les contenus traités avec une économie scrupuleuse mais très incisive qui, (…), révèle une respectueuse connexion avec les mouvements minimaliste et conceptuel.» En 1992 le MoMA Museum of Modern Art lui propose d’exposer. Il décline l’offre et demande au musée de lui louer 24 panneaux publicitaires. Pour ce travail Felix Gonzalez Torres utilise un support industriel vu et accessible à tous dans la rue. Il affiche une photo en noir et blanc qui présente dans un lit vide l’empreinte de deux têtes sur les oreillers. « Les œuvres de Félix Gonzalez Torres exposées sur des panneaux publics constituent un cas exemplaire de la tension créative entre les deux domaines » privé et public. Il s’agit en effet d’un souvenir très personnel, témoignage à son amant défunt.  Les affiches contrairement à des slogans publicitaires sont silencieuses «(…) il choisit une iconographie connotative et polysémique, dont les images étaient nettes et simples mais qui, de ce fait, devenaient abstraites et énigmatiques, caractère encore accentué par l’absence de titre et par l’accompagnement d’un fréquent sous-titre contradictoire faisant diversion.» Ainsi le passant non informé se fait une interprétation personnelle face à l’image muette. 
De plus par ce procédé, Felix Gonzalez Torres, profite de sa position d’artiste pour porter un débat et dénoncer certains faits de société notamment les droits homosexuels, l’accès à la santé sur la scène publique, la rue. Cependant la violence plus personnelle s’exprime dans ses piles de feuille de papier. 

### Piles
Les piles sont des sculptures publiques. Dans la lignée des artistes minimalistes, Felix Gonzalez-Torres s’approprie certains modèles de ce vocabulaire tels que le socle ou la sculpture plate qui renvoient au travail de Robert Morris ou Carl Andre. 
Il met en place des tas d’objets de la vie quotidienne (principalement des feuilles, et des bonbons) qui attirent le spectateur. Celui-ci est en droit de s’approprier l’œuvre en prenant de la sculpture. Celle-ci est sous la responsabilité du propriétaire qui doit assurer ou non la pérennité de la sculpture en conservant son poids ou nombre d’origine.« Chaque spectateur, en prenant, provoque la dégradation de la sculpture, mais en même temps il la “sauve” en se l’appropriant et en la dispersant indéfiniment.»  Dans son œuvre « Sans titre » (Portrait de Ross à LA) le tas de bonbons dans lequel le public peut se servir est la métaphore de la propagation du virus du sida dans la communauté homosexuelle. Ayant admis qu’il n’y a pas d’orignal dans son travail, il utilise la valeur que confère la reproductibilité technique, c’est-à-dire la possibilité de prendre et de posséder ce qu’il expose. C’est un travail de séduction, d’appâter le spectateur, et aussi un outil politique.   
En 1990, Untitled (Death by gun) reproduit sur une feuille la photo, le nom et un bref récapitulatif des circonstances de quelque 464 personnes ayant trouvé la mort par arme à feu sur le seul territoire des États-Unis pendant une semaine. L’artiste n’y ajoute aucun commentaire, ce terrible inventaire se suffit à lui-même pour plaider en faveur du contrôle de la vente des armes. 
En 1991, il présente une installation composée de quelque 315 kg de bonbons à la réglisse en forme de projectiles, remettant ainsi en question la légitimité de l'opinion publique des États-Unis dans sa prise de position lors de la première guerre du Golfe. Lors d'un entretien Felix Gonzalez-Torres déclare : « c'est une métaphore. Je ne prétends pas avoir créé autre chose que cela.(...)Je vous donne cette petite chose sucrée, vous la glissez dans votre bouche et vous sucez le corps de quelqu'un d'autre. De cette manière, mon travail s'intègre à d'innombrables autres corps. C'est très excitant. Pendant quelques secondes, j'ai mis quelque chose de sucré dans la bouche de quelqu'un et je trouve ça très sexy. » 
Après la mort de son compagnon, Ross Laycock, du SIDA, comme dans certaines de ses œuvres, il représente cette même mort de façon réflexive : L'Œuvre se meurt. Félix González-Torres a fait de l'art et de sa position d'artiste l'expression de la réalité de sa propre vie à l'intérieur de la société.
Ses installations de bonbons sont parfois censurées de toute référence au SIDA et à l'homosexualité par les musées qui modifient les panneaux de présentations des œuvres ainsi que leur agencement comme au Smithsonian's National Portrait Gallery de Washington ou au Art Institute of Chicago,.